# Topu Barman
Pour les articles homonymes, voir Barman (homonymie).
Topu Barman, né le 20 décembre 1994, est un footballeur international bangladais évoluant au poste de défenseur.

## Biographie
Il joue avec l'équipe du Bangladesh depuis l'année 2014.